# Onofre Marimón
Onofre Agustín Marimón (Buenos Aires, Argentina, 23. prosinca 1923. – Nürburgring, Njemačka, 31. srpnja 1954.) je bivši vozač Formule 1.
Marimón je prvi nastup u Formuli 1 upisao na Velikoj nagradi Francuske 1951., za momčad Scuderia Milano koja je koristila Maseratijevu šasiju, no odustao je već u drugom krugu zbog kvara na motoru. Tijekom 1953. i 1954. nastupao je za momčad Maserati. Najbolji rezultat karijere mu je treće mjesto na Velikoj nagradi Belgije 1953. i Velikoj nagradi Velike Britanije 1954. Upravo je na Silverstoneu Marimón, uz još šest vozača, odvezao najbrži krug utrke. Zbog tadašnje tehnologije mjerenja vremena i nemogućnosti da se izmjere stotinke i tisućinke, sedam vozača je podijelilo jedan bod za najbrži krug, tako da su svi dobili 0,14 bodova.
Na utrci 24 sata Le Mansa natjecao se 1951. i 1953., no nije uspio završiti utrke. Momčadski kolege su mu bili Argenitinci José Froilán González i Juan Manuel Fangio koji mu je bio momčadski kolega i u Formuli 1 u Maseratiju 1953. i 1954.
U kvalifikacijama na Velikoj nagradi Njemačke, 31. lipnja 1954., Marimón je izgubio kontrolu nad bolidom, izletio sa staze te zadobio teške tjelesne ozljede od kojih je kasnije preminuo.
Britanac Cameron Earl, Belgijanac Charles de Tornaco i Amerikanac Chet Miller vode se kao vozači koji su izgubili živote u Formuli 1 prije Marimóna. No Earl je poginuo na testiranjima, Miller na 500 milja Indianapolisa, a Tornaco na utrci u Modeni koja se nije bodovala za naslov prvaka. Tako da je Marimón ostao zapisan u povijesti Formule 1 kao prvi vozač koji je poginuo u tijekom jednog Grand Prix vikenda.

## Karijera u Formuli 1
1951.  Maserati1, 1 utrka, 0 bodova
1953.  Maserati, 4 boda, 11. mjesto
1954.  Maserati, 4,14 bodova, 13. mjesto
- ^  Marimón je 1951. nastupao za momčad Scuderia Milano, koja je koristila Maseratijevu šasiju.

## Vanjske poveznice
- Onofre Marimón na racing-reference.com
- Onofre Marimón F1 statistika na statsf1.com[neaktivna poveznica]
- 24 sata Le Mansa 1951.